# Heilig Kruiskerk (München)
De Heilig Kruiskerk (Heilig Kreuz) is de oudste parochiekerk in Giesing, een stadsdeel van München. De kerk bevindt zich nog grotendeels in de oorspronkelijke staat en raakte tijdens de Tweede Wereldoorlog niet beschadigd.

## Locatie
De kerk staat op de Giesinger Berg aan de Ichostraße en domineert het oude Münchener stadsdeel Giesing.

## Geschiedenis
Met de uitbreiding van de stad nam het aantal bewoners van Giesing sterk toe waardoor het laatromaanse dorpskerkje uit de 12e eeuw te klein werd. Nadat in 1854 het dorp werd geannexeerd door de stad München vond men de tijd rijp worden om het kerkje te vervangen door een beter bij de stedelijke bebouwing passende grote parochiekerk.
Als bouwplaats verkoos men de top van de Giesinger Berg uit, naast de oude dorpskerk. In 1866 werd de eerste steen voor de neogotische hallenkerk gelegd. Na de inwijding van de Heilig-Kruiskerk in 1886 werd de oude dorpskerk afgebroken om plaats te maken voor de groenvoorziening voor de nieuwbouw.
De Heilig-Kruiskerk doorstond de Tweede Wereldoorlog zonder beschadigingen op te lopen. Ook de vernieuwingsdrang in de jaren 1960 en 1970 bleef de kerk bespaard.
De kleine dakruiter, waarin een bronzen klok hangt, werd pas in de jaren 1997-1998 geplaatst.

## Interieur
- Hoogaltaar (Joseph Beyrer naar ontwerp van Georg von Dollmann, 1866–1892)
- Kansel (Joseph Beyrer naar ontwerp van von Georg von Dollmann, 1866–1892)
- Kruisweg (Joseph Beyrer, 1889–1891)
- Apostel-beelden (Joseph Beyrer, 1899)
- Reliëfs (transept – Joseph Beyrer, 1893–1897)
- Beeld van de heilige Barbara (pastorie – 16e eeuw)
- Beeld van de heilige Catharina (pastorie – 16e eeuw)

## Klokken
In de achthoekige toren hangen vier klokken (as0–c1–es1–f1), die in 1953 gegoten werden. De grootste klok werd in 1960 toegevoegd.

## Afmetingen
- Lengte: 71 meter
- Breedte: 40 meter
- Hoogte kerktoren: 95 meter